# David Billabona
David Billabona Etxaleku (ur. 5 grudnia 1969 w Irun) – hiszpański piłkarz występujący na pozycji pomocnika. 

## Kariera klubowa
Billabona karierę rozpoczynał w 1987 roku w Realu Sociedad, grającym w Primera División. W lidze tej zadebiutował 6 czerwca 1987 w przegranym 0:4 meczu z Realem Murcia. W sezonie 1986/1987 wywalczył z zespołem wicemistrzostwo Hiszpanii oraz Puchar Króla. W następnym ponownie został wicemistrzem Hiszpanii. 10 września 1989 w wygranym 2:1 pojedynku z Realem Saragossa strzelił pierwszego gola w Primera División. Graczem Realu był do końca sezonu 1989/1990.
W 1990 roku Billabona odszedł do Athleticu Bilbao, występującego także w Primera División. Jego barwy reprezentował przez trzy sezony, a potem przeszedł do Racingu Santander, grającego w tej samej lidze. Występował tam do końca kariery w 2001 roku.
W Primera División rozegrał 221 spotkań i zdobył 13 bramek.

## Kariera reprezentacyjna
Billabona występował w reprezentacji Hiszpanii U-17, U-18, U-19, U-20, U-21 oraz U-23.
W 1992 roku był członkiem reprezentacji, która zdobyła złoty medal na Letnich Igrzyskach Olimpijskich.